# Лувійці

Лувійці — родинна хеттам народність сер. 3 тис. до н. е., що існувала на західному і (або) південно-західному узбережжі Малої Азії. У період Хетського царства становили один з трьох його основних регіонів (хетський (несійський), палайський, лувійський).
Писемність ґрунтувалася на клинопису XIV—XII ст до н. е. й ієрогліфах (ієрогліфічна хетська мова) XVI—VIII ст до н. е.
За однією з версій, починаючи з кінця II тисячоліття до н. е., лувійці поряд з хуритами й араратами брали участь в процесі складання вірменського народу. Вірмени є наступниками всього стародавнього населення нагір'я, в першу чергу хурритів, урартів і лувійців, які відіграли важливу роль в етногенезі вірмен.
Іноді зіставляються з давнім царством Арцава.